# Żużel (hutnictwo)
Żużel tzw. szlaka – produkt odpadowy procesów hutniczych metali, stop zawierający zanieczyszczenia rud (żużel wielkopiecowy, żużel stalowniczy, żużel szybowy), topniki i pewną ilość tlenków metali lub pozostałość po spaleniu np. węgla, koksu, stanowiąca masę szklistego spieczonego popiołu.
Rozróżnia się m.in. żużel:
- martenowski, powstający przy wytopie stali w piecach martenowskich (wykorzystywany jako namiastka rudy żelaza i manganu),
- tomasowski, powstający w konwertorach Thomasa (stosowany jako fosforowy nawóz sztuczny, tzw. tomasyna),
- wielkopiecowy (wapno wielkopiecowe), powstający przy wytopie rud żelaza w wielkim piecu (wykorzystywany jako nawóz wapniowy),
- spieniony (pumeks hutniczy), otrzymywany przez odpowiednie chłodzenie stopionego żużla wielkopiecowego z dodatkiem wody (stosowany do izolacji cieplnej oraz jako dodatek do lekkich betonów).

## Galeria

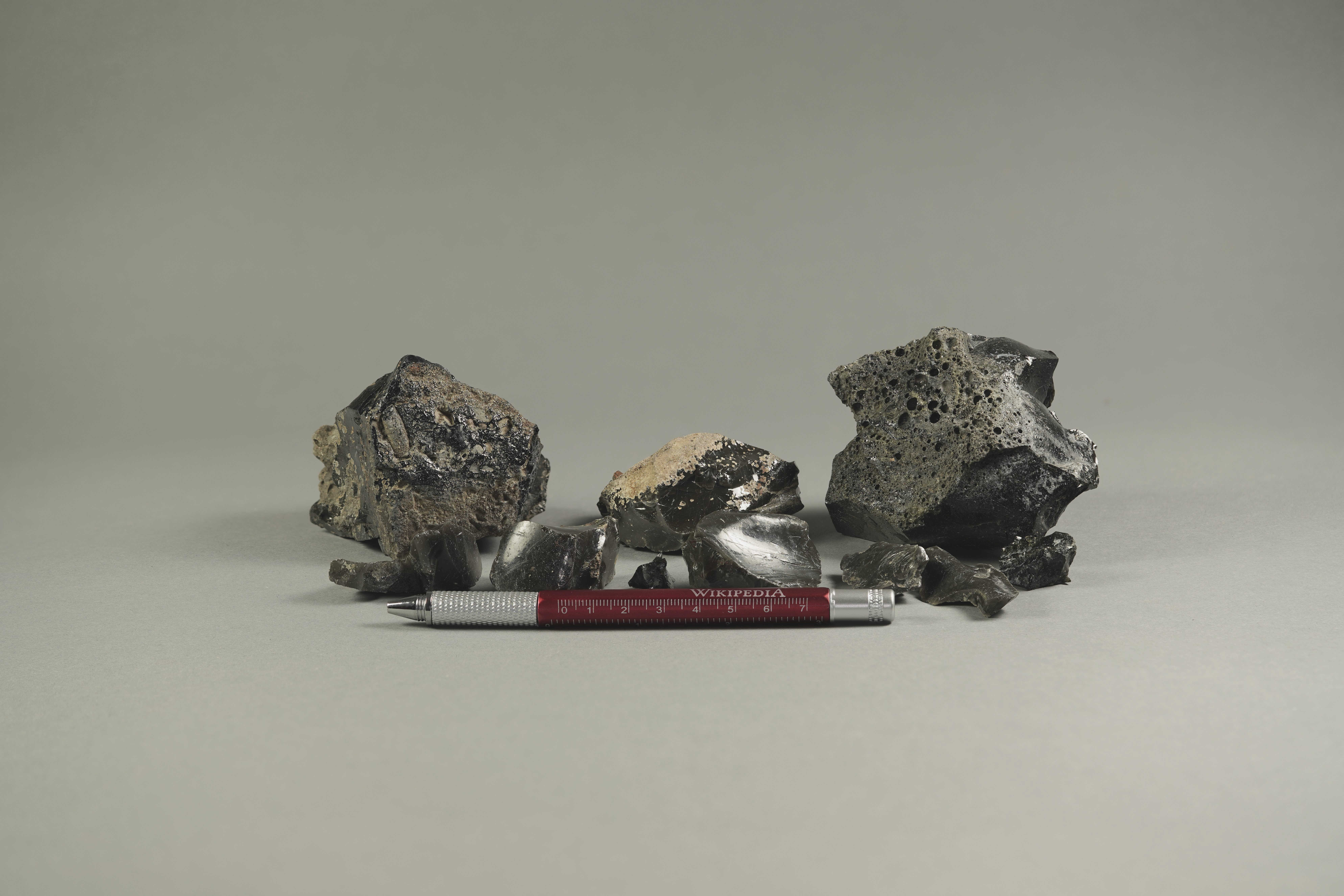
Żużel po wytopie rudy żelaza, Polska
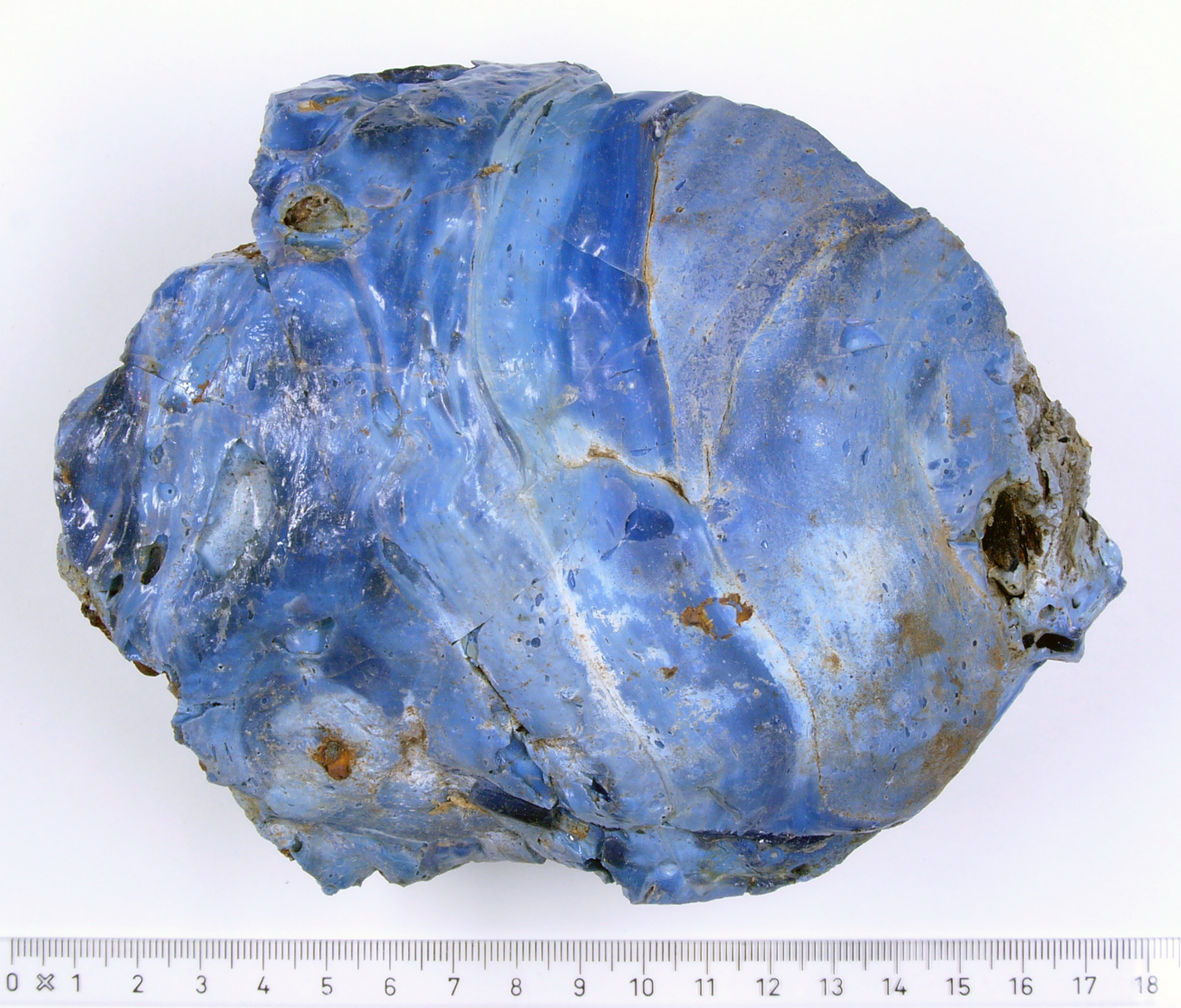
Żużel po wytopie rudy żelaza, Niemcy
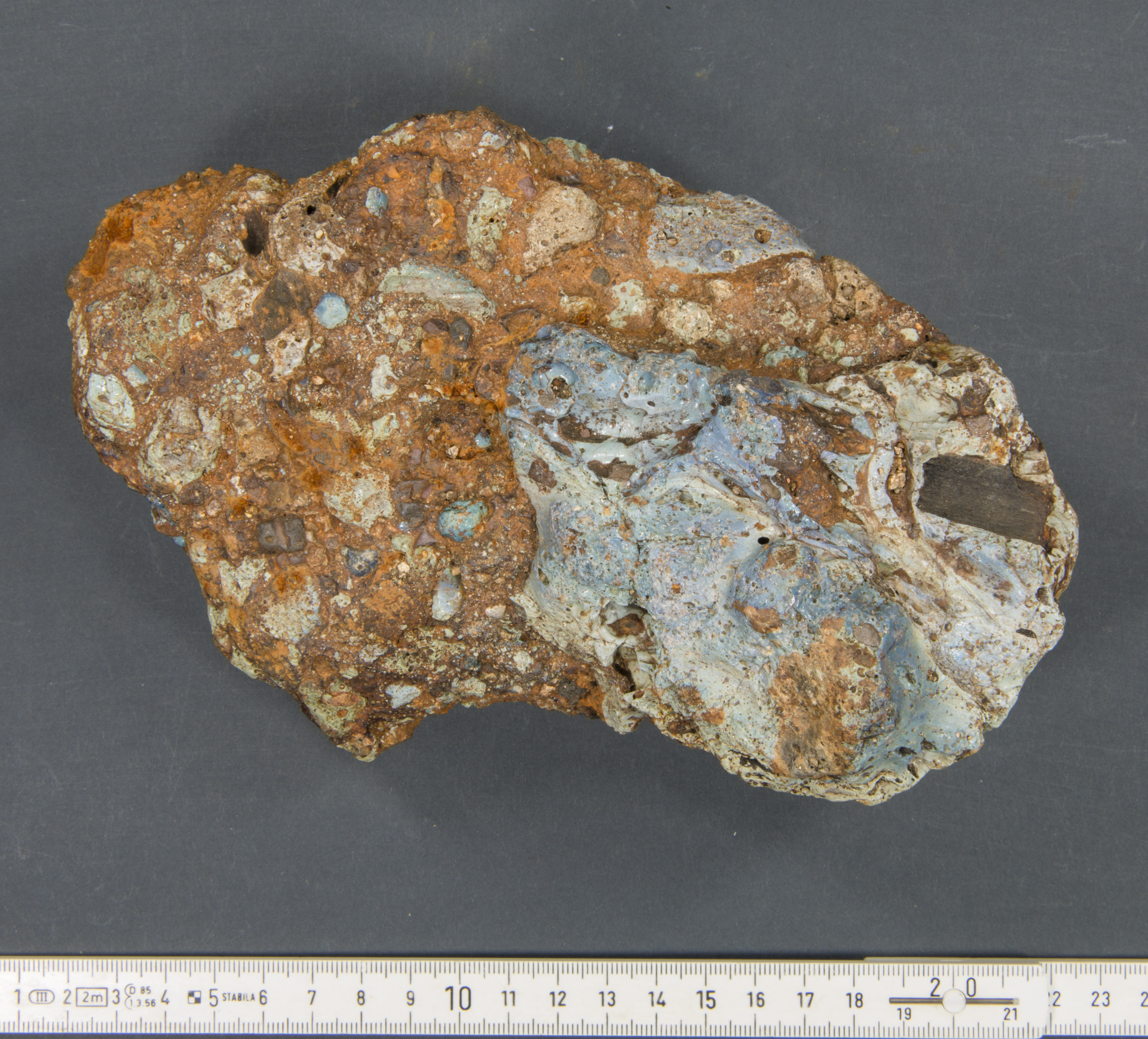
Żużel po wytopie rudy miedzi, Niemcy